# Ký hiệu bra-ket
Trong lĩnh vực cơ học lượng tử, ký hiệu bra-ket là biểu diễn chuẩn dùng để mô tả những trạng thái lượng tử. Nó còn có thể dùng để biểu diễn các vector hoặc hàm tuyến tính trong lĩnh vực toán học. Sở dĩ nó có tên gọi như thế là vì tích trong (hoặc tích chấm trong không gian vector phức) được ký hiệu bởi
{\displaystyle \langle \phi \mid \psi \rangle }
với phần bên trái  {\displaystyle \langle \phi |} gọi là bra và phần bên phải {\displaystyle |\psi \rangle } gọi là ket. Ký hiệu được giới thiệu bởi nhà toán học Paul Dirac năm 1939 nên còn có tên gọi là ký hiệu Dirac, mặc dù Grassman đã dùng ký hiệu {\displaystyle [\phi \mid \psi ]} cho tích vô hướng của mình cả trăm năm trước đó rồi.
Tuy vậy, ngày nay ứng dụng chủ yếu của ký hiệu bra-ket chủ yếu nằm ở cơ học lượng tử. Hầu hết các hiện tượng được giải thích bằng cơ học lượng tử (bao trùm cả một phần của vật lý hiện đại) đều được biểu diễn dưới dạng bra-ket. Nó thuận tiện hơn ở chỗ là tính độc lập trong biểu diễn trừu tượng của đối tượng mà nó ký hiệu, cộng với tính linh hoạt khi tạo ra những biểu diễn đặc thù (tọa độ, động lượng hoặc hàm riêng cơ sở) một cách dễ dàng, hoặc phụ thuộc quá nhiều vào không gian tuyến tính có liên quan. Kiểu biểu diễn chồng chéo {\displaystyle \langle \phi \mid \psi \rangle } mang ý nghĩa biên độ xác suất để trạng thái lượng tử {\displaystyle \psi } sụp đổ về trạng thái {\displaystyle \phi }.

## Không gian vector
Bài chính: Không gian vector
Trong vật lý, các vector cơ sở cho phép bất ki vector Euclid nào được biểu diễn dưới dạng độ dài và góc quay, dưới nhiều hướng khác nhau, dưới dạng định hướng trong không gian
Theo cách này, bất kỳ vector nào cũng có thể biểu diễn dưới dạng tổng các hình chiếu của nó lên các vector cơ sở của không gian ấy. Tổng quát hơn, các vector có thể ở cả dạng vector phức trong không gian Hilbert.

### Biểu diễn bra và ket cho vector
Vector có thể biểu diễn ở dạng ket {\displaystyle |B\rangle } luôn là các vector cột (đọc là "ket-A")
{\displaystyle |B\rangle {\doteq \!\,}{\begin{pmatrix}B_{1}\\B_{2}\\\vdots \\B_{N}\end{pmatrix}}}
Tương tự như vậy, các vector cũng thể có thể biểu diễn dưới dạng bra, nhưng chỉ đối với các vector hàng
{\displaystyle \langle A|{\doteq \!\,}{\begin{pmatrix}A_{1}^{*}&A_{2}^{*}&\cdots &A_{N}^{*}\end{pmatrix}}}
{\displaystyle A_{i}^{*}} là liên hợp phức của {\displaystyle A_{i}}. Chuyển vị liên hợp của một bra là ket và ngược lại:
{\displaystyle \langle A|^{\dagger }=|A\rangle ,\quad |A\rangle ^{\dagger }=\langle A|}
Vì thế, để chuyển một bra thành ket hay ngược lại, ta chỉ cần thực hiện phép lấy liên hợp tất cả phần tử rồi thực hiện phép chuyển vị.
Những biểu tượng, ký tự hay từ được sử dụng như dạng các nhãn cũng được sử dụng tương tự trong ket và bra. {\displaystyle |B\rangle }  và {\displaystyle \langle A|} có ý nghĩa toán học phổ quát và đặc thù còn A và B thì không. Ngoài ra, để cho tiện sử dụng, bên trong ket các nhãn có thể có sự sắp đặt, chẳng hạn như toán tử năng lượng trong cơ học lượng tử thông qua danh sách số lượng tử.
Tuy nhiên, không giống như các đối tượng toán học khác, ket không cần các vector cơ sở xác định.  Vì thế thay vì dùng {\displaystyle =} ta sẽ dùng {\displaystyle {\doteq \!\,}} (hiểu dưới nghĩa "biểu diễn dưới dạng").

### Tích trong
Bài chính: Tích vô hướng
Tích vô hướng là tổng quát hóa của tích chấm khi kết qua nhân hai vector là một số phức. Ký hiệu Bra-ket biểu diễn tích vô hướng dưới dạng
{\displaystyle \left(\,\langle A|\,\right)\,\,\left(\,|B\rangle \,\right)=\langle A|B\rangle ={\text{the inner product of ket }}\langle A|{\text{ with ket }}|B\rangle }
Ví dụ, ở trong không gian 3 chiều tích trên sẽ là
{\displaystyle \langle A|B\rangle \doteq \!\,A_{x}^{*}B_{x}+A_{y}^{*}B_{y}+A_{z}^{*}B_{z}}
Trong trường hợp đặc biệt:
{\displaystyle \langle A|A\rangle \doteq \!\,|A_{x}|^{2}+|A_{y}|^{2}+|A_{z}|^{2}}
Như công thức biến đổi trên, bra có thể hiểu gần như là hàm tuyến tính hay của ket, tức là đầu vào là một ket và đầu ra là một số phức.

### Trạng thái chưa chuẩn hóa và không gian phi Hilbert
Ký hiệu bra-ket có thể sử dụng cho cả những không gian phi Hilbert. Ví dụ đối với các hàm sóng có định mức vô hạn trong cơ học lượng tử.
Ngoài ra, với những trạng thái chưa chuẩn hóa thì bra-ket vẫn có thể áp dụng, theo D. Carfi. Và cả không gian Banach, một tổng quát hóa của không gian Hilbert.

## Ứng dụng trong cơ học lượng tử
Kiến trúc toán học của cơ học lượng tử phần lớn dựa vào toán học tuyến tính:
- Hàm sóng và những trạng thái lượng tử khác có thể biểu diễn dưới dạng vector trong không gian Hilbert (tùy tình huống cụ thể cấu trúc không gian Hilbert có thể khác nhau). Ví dụ một electron dưới dạng bra-ket có thể ở trạng thái lượng tử {\displaystyle |\psi \rangle } (thật ra mỗi trạng thái lượng tử là một tia vector trong không gian Hilbert {\displaystyle c|\psi \rangle } với c là bất cứ số phức nào)
- Chồng chập lượng tử có thể biểu diễn dưới dạng tổng các vector thành phần. Ví dụ: {\displaystyle |1\rangle +i|0\rangle } là trạng thái chồng chập của {\displaystyle |1\rangle } và {\displaystyle |0\rangle }
- Đo lường cùng với toán tử tuyến tính (gọi là quan sát) trong không gian Hibert với trạng thái lượng tử
- Tính động cũng có thể được miêu tả trong không gian Hilbert bằng toán tử tuyến tính. Như trong bức tranh Schrödinger, có một toán tử tiến hóa thời gian tuyến tính U cho phép một electron trong trạng thái tức thời |ψ⟩, thì trong một giây nó sẽ ở trạng thái U|ψ⟩ với mọi |ψ⟩.
- Chuẩn hóa hàm sóng là việc thu định mức của hàm sóng đó về 1

Hầu như tất cả tính toán trong cơ học lượng tử đều cần dùng đến vector và các toán tử tuyến tính, nó thường sử dụng ký hiệu bra-ket. Ví dụ:
- Hàm sóng tọa độ không spin
- Sự chồng chéo giữa các trạng thái lượng tử: khi một hạt ở một trạng thái chồng chập giữa các trạng thái riêng, mỗi lần được quan sát nó sẽ "sập" về một trạng thái riêng. Trong cơ học lượng tử, biểu diễn ⟨φ|ψ⟩ là xác suất đo lường để ψ sập về φ. Hiểu theo nghĩa toán học, đó là hệ số của phép chiếu vector ψ lên vector cơ sở φ. Nó cũng miêu tả phép chiếu trạng thái ψ lên trạng thái φ.
- Đổi hệ cơ sở của các hạt có spin là 1/2

### Một số nhầm lẫn nên tránh
Những nhà vật lý thường hay sử dụng những biểu tượng giống nhau cho cả nhãn và hằng số trong cùng một phương trình. Những hằng số thường đi kèm với những đối tượng đã gán nhãn, Ví dụ: α̂ |α⟩ = α|α⟩ thì biểu tượng α đồng thời là tên toán tử α̂, vector riêng  |α⟩ và giá trị riêng α.
Đôi khi việc ký hiệu nhanh tỉ lệ vector cũng dẫn đến hiểu lầm. Ví dụ: vector |α⟩ được nhân lên √2, nó có thể được ký hiệu |α/√2⟩, mặc dù điều này không có ý nghĩa gì vì α chỉ là cái nhãn, không phải hàm cũng chẳng phải số.
Thỉnh thoảng một số nhãn đánh số thì chỉ số lại nằm bên ngoài (đáng lẽ nó phải nằm chung với nhãn trong). 

## Toán tử tuyến tính
Bài chính: Toán tử tuyến tính

### Toán tử tuyến tính trên ket
Một toán tử tuyến tính là một ánh xạ lên một ket và tạo ra một ket (thuộc tính của toán tử tuyến tính). Tức là,nếu A là toán tử tuyến tính còn |ψ⟩ là ket, thì A|ψ⟩ cũng là một ket.
Trong không gian Hilbert n chiều, |ψ⟩ là một vector cột N×1, và A là ma trận vuông N×N với hệ số phức. Ket A|ψ⟩ có thể dùng phép nhân ma trận thông thường để tính.
Những toán tử tuyến tính rất phổ biến trong lý thuyết cơ học lượng tử. Những đại lượng có thể quan sát thường được biểu diễn dưới dạng các toán tử tự liên hợp (như năng lượng hay động lượng), trong khi tiến trình biến đổi lại được biểu diễn bằng toán tử tuyến tính đơn nhất như phép quay hoặc tiến trình thời gian.
Linear operators are ubiquitous in the theory of quantum mechanics. For 
example, observable physical quantities are represented by self-adjoint operators, such as energy or momentum, whereas transformative processes are represented by unitary linear operators such as rotation or the progression of time.

### Toán tử tuyến tính trên bra
Các toán tỉnh trên bra cũng thể nhìn nhận ở bên phải bra. Nếu A là một toán tử tuyến tính còn ⟨φ| là một bra, thì ⟨φ|A cũng là một bra:
{\displaystyle {\bigg (}\langle \phi |A{\bigg )}\;|\psi \rangle =\langle \phi |\;{\bigg (}A|\psi \rangle {\bigg )}}
(chính xác đây là hàm hợp) và hay được viết dưới dạng
{\displaystyle \langle \phi |A|\psi \rangle }
Tương tự như ket trong không gian n chiều Hilbert, nhưng bra {\displaystyle \langle \phi |} là một vector hàng 1×N, A vẫn ma trận vuông N×N. Kết quả ⟨φ|A được thực hiện bằng phép nhân ma trận.
Trong trường hợp một vector trạng thái xuất hiện ở cả vế ket và bra,
{\displaystyle \langle \psi |A|\psi \rangle }
thì biểu diễn trên đưa ra giá trị kỳ vọng, hoặc giá trị trung bình hoặc giá trị ý nghĩa, của lần quan sát biểu diễn bởi toán tử A trên hệ với trạng thái |ψ⟩.

### Tích ngoài
Một phương thức tiện lợi để định nghĩa toán tử tuyến tính trên H là tích ngoài: nếu ⟨φ| là bra và |ψ⟩ là ket, thì tích ngoài
{\displaystyle |\phi \rangle \langle \psi |}
là ký hiệu toán tử bậc nhất ánh xạ |ρ⟩ vào ket |φ⟩⟨ψ|ρ⟩ (⟨ψ|ρ⟩ là phép nhân vô hướng của |φ⟩).
Ở không gian hữu hạn chiều, tích ngoài có thể biểu diễn dưới dạng:
{\displaystyle |\phi \rangle \,\langle \psi |{\doteq \!\,}{\begin{pmatrix}\phi _{1}\\\phi _{2}\\\vdots \\\phi _{N}\end{pmatrix}}{\begin{pmatrix}\psi _{1}^{*}&\psi _{2}^{*}&\cdots &\psi _{N}^{*}\end{pmatrix}}={\begin{pmatrix}\phi _{1}\psi _{1}^{*}&\phi _{1}\psi _{2}^{*}&\cdots &\phi _{1}\psi _{N}^{*}\\\phi _{2}\psi _{1}^{*}&\phi _{2}\psi _{2}^{*}&\cdots &\phi _{2}\psi _{N}^{*}\\\vdots &\vdots &\ddots &\vdots \\\phi _{N}\psi _{1}^{*}&\phi _{N}\psi _{2}^{*}&\cdots &\phi _{N}\psi _{N}^{*}\end{pmatrix}}}
Tích ngoài có thể được dùng để định nghĩa phép chiếu. Ket |ψ⟩ với định mức 1, thì phép chiếu vuông góc vào không gian con tạo bởi |ψ⟩ là
{\displaystyle |\psi \rangle \langle \psi |.}

### Toán tử liên hợp Hermit
Bài chính: Liên hợp Hermit
Ket có thể chuyển sang dạng bra và ngược lại. Phần tử từ không gian kép tương ứng A|ψ⟩ là ⟨ψ|A†, A† ký hiệu liên hợp Hẻrmit (gọi tắt là liên hợp) của toán tử A.
{\displaystyle |\phi \rangle =A|\psi \rangle } khi và chỉ khi {\displaystyle \qquad \langle \phi |=\langle \psi |A^{\dagger }}
Và nếu A biểu diễn dưới dạng ma trận N×N, thì A† được gọi là chuyển vị liên hợp.
Toán tử tự liên hợp  là toán tử thỏa mãn A = A†, đóng vai trò quan trọng trong cơ học lượng tử. Mọi quan sát đều là toán tử tự liên hợp.A là toán tử tự liên hợp thì ⟨ψ|A|ψ⟩ là một số thực. Do đó giá trị kỳ vọng của quan sát cũng là thực.

## Các tính chất
Bra-ket được xây dựng để tận dụng các thao tác đơn giản trong toán học tuyến tính. Một số tính chất cơ bản sẽ được liệt kê dưới đây. c1 và c2 là những số phức tùy ý, c∗ là liên hợp phức của c, A và B là những toán tử tuyến tính tùy ý, các tính chất được liệt kê áp dụng đúng với mọi bra và ket.

### Tính tuyến tính
- Vì bra và ket là các hàm tuyến tính

{\displaystyle \langle \phi |\;{\bigg (}c_{1}|\psi _{1}\rangle +c_{2}|\psi _{2}\rangle {\bigg )}=c_{1}\langle \phi |\psi _{1}\rangle +c_{2}\langle \phi |\psi _{2}\rangle }
- Theo định nghĩa phép cộng và nhân vô hướng của hàm tuyến tính trong không gian kép [10]

{\displaystyle {\bigg (}c_{1}\langle \phi _{1}|+c_{2}\langle \phi _{2}|{\bigg )}\;|\psi \rangle =c_{1}\langle \phi _{1}|\psi \rangle +c_{2}\langle \phi _{2}|\psi \rangle }

### Tính kết hợp
Với mọi biểu thức với số phức, bra, ket, tích trong, tích ngoài, cùng các toán tử tuyến tính, viết ở dạng braket, cách nhóm không quan trọng:
{\displaystyle \langle \psi |(A|\phi \rangle )=(\langle \psi |A)|\phi \rangle \,{\stackrel {\text{def}}{=}}\,\langle \psi |A|\phi \rangle }
{\displaystyle (A|\psi \rangle )\langle \phi |=A(|\psi \rangle \langle \phi |)\,{\stackrel {\text{def}}{=}}\,A|\psi \rangle \langle \phi |}
và tương tự như vậy. Tính chất này không đúng với những biểu thức chứa các toán tử phi tuyến tính,

### Liên hợp Hermit
Liên hợp Hermit, ký hiệu bởi †, được tính dễ dàng hơn dưới biểu diễn bra-ket. Những luật cơ bản là:
- Liên hợp của một bra là ket và ngược lại
- Liên hợp của một số phức là liên hợp phức của số phức đó
- Liên hợp Hermit của liên hợp Hermit của mọi thứ (toán tử tuyến tính, bra, ket, số,...) là chính nó

(x†)† = x
- Với mọi tổ hợp của số phức, bra, ket, tích trong, tích ngoài, các toán tử tuyến tính viết dưới dạng ký hiệu bra-ket, liên hợp Hermit của nó cũng chính là liên hợp Hẻrmit của từng thành phần, nhưng viết với trình tự ngược lại. Ví dụ:

{\displaystyle \left(c_{1}|\psi _{1}\rangle +c_{2}|\psi _{2}\rangle \right)^{\dagger }=c_{1}^{*}\langle \psi _{1}|+c_{2}^{*}\langle \psi _{2}|~}
{\displaystyle \langle \phi |\psi \rangle ^{*}=\langle \psi |\phi \rangle ~}
{\displaystyle \langle \phi |A|\psi \rangle ^{*}=\langle \psi |A^{\dagger }|\phi \rangle }
{\displaystyle \langle \phi |A^{\dagger }B^{\dagger }|\psi \rangle ^{*}=\langle \psi |BA|\phi \rangle ~}
{\displaystyle \left((c_{1}|\phi _{1}\rangle \langle \psi _{1}|)+(c_{2}|\phi _{2}\rangle \langle \psi _{2}|)\right)^{\dagger }=(c_{1}^{*}|\psi _{1}\rangle \langle \phi _{1}|)+(c_{2}^{*}|\psi _{2}\rangle \langle \phi _{2}|)~}

## Tổng hợp bra và ket
Với hai không gian vector V và W có thể tạo nên không gian thứ ba V ⊗ W bởi tích trong. Trong cơ học lượng tử, nó được dùng để miêu tả hệ thống hợp. Nếu một hệ thống gồm 2 hệ thống con V và W, thì không gian Hilbert của cả hệ thống là tích trong của hai không gian đó. (Trừ khi hai hệ thống con đều hạt cơ bản).
Nếu |ψ⟩ là ket trong V và |φ⟩ là ket trong W, phép nhân trực tiếp của hai ket là một ket trong V ⊗ W biểu diễn dưới dạng:
{\displaystyle |\psi \rangle |\phi \rangle \,,\quad |\psi \rangle \otimes |\phi \rangle \,,\quad |\psi \phi \rangle \,,\quad |\psi ,\phi \rangle \,.}
Tổng hợp bra và ket được ứng dụng trong vướng víu lượng tử và nghịch lý EPR.

## Toán tử đơn vị
Với một hệ trực chuẩn hoàn chỉnh,  {\displaystyle \{e_{i}\ |\ i\in \mathbb {N} \}} trong không gian Hilbert, tương ứng với định mức từ tích trong {\displaystyle \langle \cdot |\cdot \rangle }. Từ giải tích hàm cơ bản bất cứ ket  |ψ⟩ nào cũng có thể viết được dưới dạng:
{\displaystyle |\psi \rangle =\sum _{i\in \mathbb {N} }\langle e_{i}|\psi \rangle |e_{i}\rangle }
Từ tính chất giao hoán của ket với phép nhân vô hướng số phức:
{\displaystyle \sum _{i\in \mathbb {N} }|e_{i}\rangle \langle e_{i}|={\hat {1}}}
là một toán tử đơn vị biến mỗi vector về chính nó. Toán tử này có thể thêm vào bất kỳ biểu thức nào mà không gây ảnh hưởng gì:
{\displaystyle \langle v|w\rangle =\langle v|\sum _{i\in \mathbb {N} }|e_{i}\rangle \langle e_{i}|w\rangle =\langle v|\sum _{i\in \mathbb {N} }|e_{i}\rangle \langle e_{i}|\sum _{j\in \mathbb {N} }|e_{j}\rangle \langle e_{j}|w\rangle =\langle v|e_{i}\rangle \langle e_{i}|e_{j}\rangle \langle e_{j}|w\rangle }
biến đổi cuối cùng dựa vào quy ước tổng Einstein.
Trong cơ học lượng tử, toán tử đơn vị sẽ giúp ích khi hoàn toàn không có manh mối nào về tích trong {\displaystyle \langle \psi |\phi \rangle } nhưng lại có thông tin về các hệ số khai triển {\displaystyle \langle \psi |e_{i}\rangle =\langle e_{i}|\psi \rangle ^{*}} và {\displaystyle \langle e_{i}|\phi \rangle } của những vector đó trong hệ cơ sở trực chuẩn nhất định. Trong trường hợp này, việc thêm toán tử đơn vị vào biểu thức một hay nhiều lần sẽ hữu ích hơn.
Một chú ý nhỏ nữa, là có thể biểu diễn (x là tọa độ còn p là  động lượng)
1 = ∫ dx |x⟩⟨x| = ∫ dp |p⟩⟨p| với  |p⟩ = ∫ dx eixp/ħ|x⟩/√2πħ (vì ⟨x′|x⟩ = δ(x − x′))
suy ra ⟨x|p⟩ = exp(ixp/ħ)/√2πħ.

## Biểu diễn dưới cái nhìn toán học
Trong vật lý, các đối tượng biểu diễn dưới dạng bra-ket trong không gian Hilbert (không gian tích trong đầy đủ.
Gọi {\displaystyle {\mathcal {H}}} là không gian Hilbert và {\displaystyle h} là một vector trong {\displaystyle {\mathcal {H}}}. Những nhà vật lý sẽ ký hiệu |h⟩ đơn thuần là một vector {\displaystyle |h\rangle \in {\mathcal {H}}}
Gọi {\displaystyle {\mathcal {H}}^{*}} là không gian đối ngẫu với {\displaystyle {\mathcal {H}}}. Đó là không gian hàm tuyến tính với {\displaystyle {\mathcal {H}}}. Đẳng cấu {\displaystyle \Phi :{\mathcal {H}}\to {\mathcal {H}}^{*}} được định nghĩa {\displaystyle \Phi (h)=\phi _{h}}  với mọi {\displaystyle g\in {\mathcal {H}}} ta có
{\displaystyle \phi _{h}(g)={\mbox{IP}}(h,g)=(h,g)=\langle h,g\rangle =\langle h|g\rangle }
trong đó {\displaystyle {\mbox{IP}}(\cdot ,\cdot ),(\cdot ,\cdot ),\langle \cdot ,\cdot \rangle } và {\displaystyle \langle \cdot |\cdot \rangle } là các ký hiệu khác nhau của tích trong của hai phần tử trong không gian Hilbert. Rắc rối xảy đến khi cần nhận diện {\displaystyle \phi _{h}} và {\displaystyle g} với {\displaystyle \langle h|}  và {\displaystyle |g\rangle } tương ứng vì ý nghĩa của các biểu tượng. Cho rằng {\displaystyle \phi _{h}=H=\langle h|} và {\displaystyle g=G=|g\rangle } ta rút ra:
{\displaystyle \phi _{h}(g)=H(g)=H(G)=\langle h|(G)=\langle h|(|g\rangle )}
Khi đã bỏ qua các cặp ngoặc tròn cũng như thanh sổ đôi thì các tính chất của hệ ký hiệu này trở nên tiện lợi khi phải xử lý với các toán tử tuyến tính và các hàm hợp hoạt động theo kiểu phép nhân vành.
Các nhà toán học còn cách biểu diễn khác cho hệ đôi trên, không dùng biểu tượng *, mà dùng gạch trên (các nhà vật lý sử dụng như giá trị trung bình và liên hợp Dirac) để ký hiệu các số phức liên hợp. Như trong tích vô hướng họ sẽ viết:
{\displaystyle (\phi ,\psi )=\int \phi (x)\cdot {\overline {\psi (x)}}\,{\rm {d}}x\,,}
còn những nhà vật lý thì viết với số lượng tương đương:
{\displaystyle \langle \psi |\phi \rangle =\int {\rm {d}}x\,\psi ^{*}(x)\cdot \phi (x)\,.}

## Các bài viết liên quan
- Biểu đồ động lượng góc
- Trạng thái lượng tử
- Tích trong

## Các chú ý và tài liệu tham khảo
1. ↑  PAM Dirac (1939). "A new notation for quantum mechanics". Mathematical Proceedings of the Cambridge Philosophical Society. Quyển 35 số 3. tr. 416–418. doi:10.1017/S0305004100021162.
2. ↑  H. Grassmann (1862). Extension Theory. History of Mathematics Sources. American Mathematical Society, London Mathematical Society, 2000 translation by Lloyd C. Kannenberg.
3. ↑  Cajori, Florian (1929). A History Of Mathematical Notations Volume II. Open Court Publishing. tr.  134. ISBN 978-0-486-67766-8.
4. ↑  Quantum Mechanics Demystified, D. McMahon, Mc Graw Hill (USA), 2006, ISBN(10-) 0-07-145546 9
5. ↑  Modern Quantum Mechanics Revised Revision, Sakurai, p. 20
6. ↑  Carfì, David (tháng 4 năm 2003). "Dirac-orthogonality in the space of tempered distributions". Journal of Computational and Applied Mathematics. Quyển 153 số 1–2. tr. 99–107. Bibcode:2003JCoAM.153...99C. doi:10.1016/S0377-0427(02)00634-9.
7. ↑  Carfì, David (tháng 4 năm 2003). "Some properties of a new product in the space of tempered distributions". Journal of Computational and Applied Mathematics. Quyển 153 số 1–2. tr. 109–118. Bibcode:2003JCoAM.153..109C. doi:10.1016/S0377-0427(02)00635-0.
8. ↑  Carfì, David (2007). "TOPOLOGICAL CHARACTERIZATIONS OF S-LINEARITY". AAPP-PHYSICAL, MATHEMATICAL AND NATURAL SCIENCES. Quyển 85 số 2. tr. 1–16. doi:10.1478/C1A0702005.
9. ↑  Carfì, David (2005). "S-DIAGONALIZABLE OPERATORS IN QUANTUM MECHANICS". Glasnik Matematicki. Quyển 40 số 2. tr. 261–301. doi:10.3336/gm.40.2.08.
10. ↑  Lecture notes by Robert Littlejohn Lưu trữ ngày 17 tháng 6 năm 2012 tại Wayback Machine, eqns 12 and 13